# Haematopota pollinantenna
Haematopota pollinantenna är en tvåvingeart som beskrevs av Xu och Yin-Xia Liao 1985. Haematopota pollinantenna ingår i släktet Haematopota och familjen bromsar. Inga underarter finns listade i Catalogue of Life.